# 散文詩
散文詩（英語：或）是不分行的詩體，形式上有如散文，卻著重詩的美感，起源於法國，流行於19世紀後期及20世紀初期。散文詩也傳入中國，稱為分段詩。

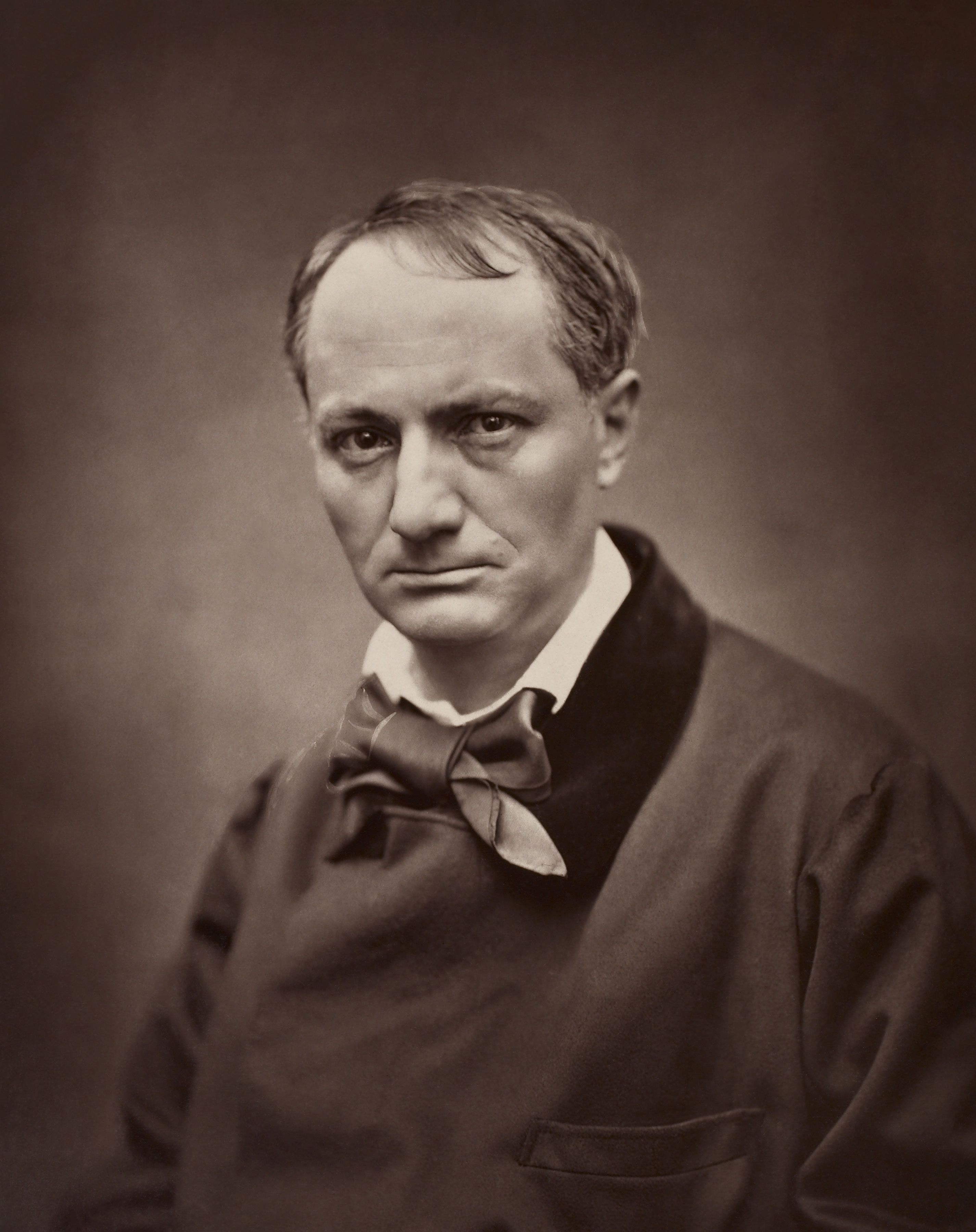
散文詩鼻祖法國詩人波特萊爾

## 起源
散文詩起源於17世紀，當時英國作家傑里米·泰勒、布朗，法國詩人費奈隆等，都嘗試寫一些詩意的散文。19世紀時，法國大詩人波德萊爾寫了不少散文詩，並正式使用「散文詩」（poème en prose）這個名稱，可說是散文詩的鼻祖。

## 形式

### 特點
散文詩介乎詩與散文之間，與一般詩體不同，分段而不分行，形式上是散文，但有詩的美感，並訴諸讀者的想像。西方文學史上，散文詩與自由詩及無韻詩的關係十分密切。以下引用20世紀美國作家洛根·史密斯的散文詩為例子：
星
　　一個黑暗的晚上，迎著風和雨，我趕回家去，突然間一陣比別的都厲害的旋風，把我吹回到一棵樹的蔭蔽下去。可是過了一會那西邊的天就豁然開朗了；那些星星的閃光從一片片散開的雲彩背後灑下來。
　　我驚異於它們的光亮，看它們怎樣使黑夜充滿了光明。於是一路上它們就成了我的伴侶；那大熊星隨著我走，一會兒給樹葉遮沒了，露出一點微光，一會兒又勝利地出現了，像是「西天之王」。披著雨衣，穿著雨鞋在路上走著，我的思想也在星海裏遨遊了。我也是星的世界裏一個王子；在我裏面，也有東西在燃燒，在發光。

### 局限
散文詩有時會令讀者無所適從。艾略特曾分析散文詩沒落的原因，他認為詩和散文是區別分明的，兩者節奏並不相同，把散文詩當散文讀，會「令人厭倦」；把散文詩當韻文讀，則又「令人煩悶」。混淆散文和詩，「藝術家就失敗了」。
散文詩是詩與散文的過渡，就像日與夜之間短促的黃昏，難以成為文學的主流。散文詩也很難寫得好，作者必先是個優秀的詩人或散文家，方偶一為之。至於初學者，是極難掌握散文詩的。

## 發展

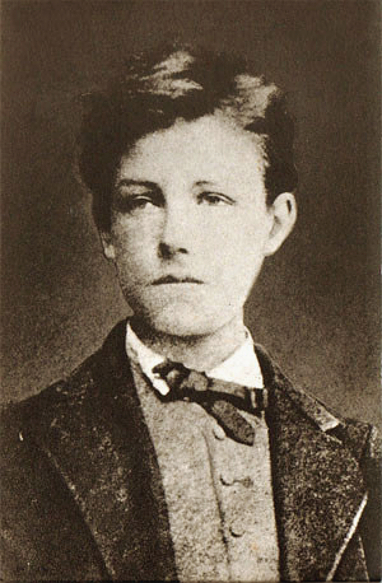
法國象徵主義詩人蘭波

從19世紀後半期到20世紀前期，散文詩盛行於西方文壇，並於20世紀前期傳入中國，也一度相當流行。

### 西歐
波德萊爾以後，法國詩人或多或少都寫過散文詩，到18世紀90年代前後大為盛行，大詩人蘭波於1886年出版詩集《啟示》，收入許多散文詩。受蘭波影響，魏爾倫也寫了許多散文詩，引來許多人模倣，其中皮埃爾·路易斯和馬拉美是較佳的兩位。1897年馬拉美出版《離題》，除了散文和詩論外，也收錄了散文詩。
由述上述法國大詩人的提倡，法國出現許多寫散文詩的能手，英國也有名家倣效，當中王爾德可說是把散文詩引進到英國的功臣。20世紀德國大詩人里爾克也是個中好手。

### 美國、俄國、印度

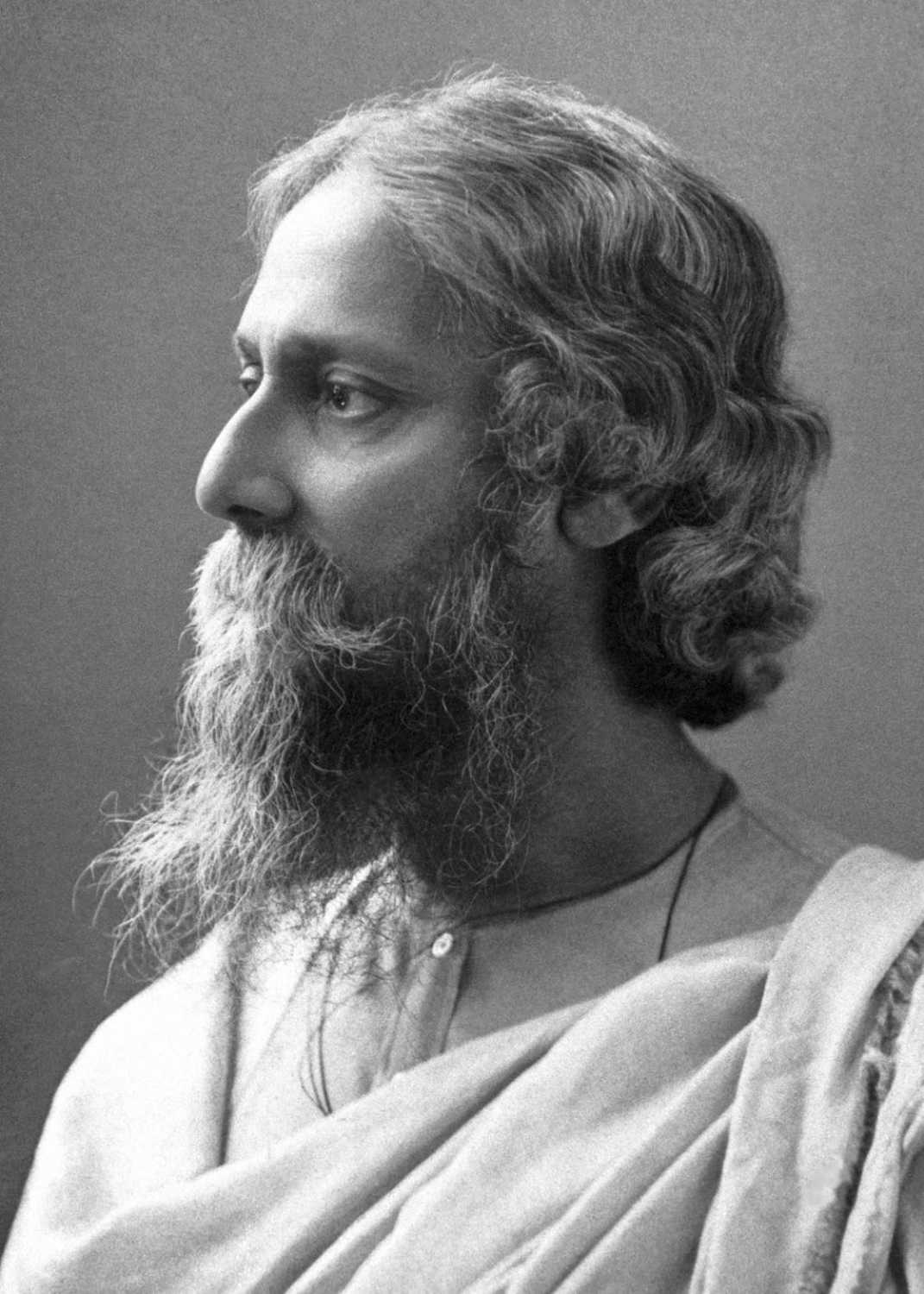
印度著名詩人泰戈爾

散文詩的風氣隨即吹到美國，斯圖爾特·米瑞爾編譯《散文粉筆畫》，1890年在紐約出版，書前有文評家赫威爾斯的序，介紹散文詩這種新興的文體。書中作品大多譯自法文，包括上述諸多名家，也包括一些次要詩人，帶有濃厚的90年代頹廢派色彩，以及象徵主義的氣氛。散文詩的風氣同時吹入其他國家，如俄國的屠格涅夫、印度的泰戈爾，都曾熱衷於散文詩的寫作。

### 在西方的衰微
西方散文詩興起雖快，消失也快，在第一次世界大戰後便告式微。一戰打破了歐洲文人間的頹廢精神，與崇尚象徵的風氣，新的文藝思想紛紛湧現，散文詩的發展遂一蹶不振。其後雖有美國的洛根·史密斯、英國的阿丁頓及法國的佛特撰寫散文詩，但只是迴光反照的努力，不能挽回西方散文詩的沒落消失。

### 中國

#### 譯介
散文詩在新文學運動期間傳入中國，那時西方的散文詩已是強弩之末。劉半農首先譯介散文詩，翻譯了泰戈爾的許多無韻詩，十分接近當時的散文詩。泰戈爾在當時中國大受歡迎，連帶散文詩這種詩體也受到廣泛注意。在20-30年代，屠格涅夫、王爾德和波德萊爾的散文詩也陸續翻譯為中文。

#### 創作
中國的舊詩原本就是不分行的，早期新詩也有不分行的寫法，與散文詩暗合。在20年代，散文詩頗為流行，沈尹默、劉半農、朱自清、魯迅等都撰有散文詩，但朱自清《匆匆》一類的散文詩，結構鬆散，和散文分別不大，有時連好散文也談不上。魯迅的散文詩集《野草》則大受好評，被譽為魯迅「最偉大的藝術品」。
中國的散文詩只有短暫的生命，1931年徐志摩過世後，散文詩便漸漸消失。到1950年代，散文詩一度在台灣復甦，紀弦首先寫作散文詩，之後瘂弦、商禽等詩人也寫過不少散文詩，當中不乏佳作。

#### 命名爭論
「散文詩」一名受到質疑。紀弦指出，新詩一律都是用散文的句子，散文詩「這個名稱太灰色了」，應該取消。羅青則主張，中國的「散文詩」和西方的"prose poetry"有顯著分別，應改稱「分段詩」。